# REDCap
REDCap (Research Electronic Data Capture) é um software de captura de dados eletrônicos e uma metodologia de fluxo de trabalho para desenhar bases de dados de investigação de ensaios clínicos e investigação translacional. Foi desenvolvido pela Universidade Vanderbilt.
Se caracteriza por operar em navegadores web e desenvolve-se com base na investigação de metadados. É amplamente usado na comunidade acadêmica: O consórcio REDCap é uma rede internacional de cerca de 2500 instituições associadas em 115 países, com mais de 590.000 usuários.